# Морденте, Фабрицио
Фабрицио Морденте (1532, Салерно, Италия — около 1608) — итальянский математик. Более всего известен как изобретатель "пропорционального восьмиточечного циркуля", у которого есть два рычага с ножками, позволяющего решить задачи измерения длины окружности, площадей и углов на круге. В 1567 году он опубликовал в Венеции одностраничный трактат с иллюстрациями этого устройства.

## Жизнь и карьера
Фабрицио Морденте родился в Салерно, учился в университете Неаполя. После завершения учёбы в возрасте 20 лет он пустился в путешествия по миру. Он покинул Неаполь в 1552 году и посетил Крит, Кипр, Египет, Палестину и Месопотамию. По достижении Персидского залива он добрался на португальском корабле до Индии. Три года он провёл на Гоа и продолжил своё путешествие, и после того, как он обогнул мыс Доброй Надежды, доплыл до Лиссабона. Далее он отправился в Париж и посетил другие европейские города, посетил Венецию, Флоренцию, Рим и вернулся в Италию. Во время путешествия он разработал первоначальный вариант своего циркуля.
Благодаря успеху своего циркуля, Морденте оказался в 1571 году на службе при дворе императора Максимилиана II в Вене. С 1578 года он служил в Праге при дворе Рудольфа II, которому посвятил редакцию своей работы Anversa в 1584 году. В Праге он также познакомился с Мишелем Конье и Джордано Бруно, который использовал циркуль Морденте для опровержения гипотезы Аристотеля о неизмеримости бесконечно малых, постулируя таким образом существование "минимума", легшего в основу его атомарной теории. Бруно опубликовал диалоги Mordentius и De Mordentii circino с похвалой Морденте, но также раскритиковал некоторые из его утверждений, что вызвало протест со стороны последнего. Морденте ответил ему в 1586 году, Бруно же продолжил спор сатирами Idiota triumphans и De somnii interpretatione. После этого Морденте получил в споре поддержку со стороны Карла, герцога де Гиз, и Бруно был вынужден покинуть Париж.
После разрешения спора Морденте служил герцогу де Гиз до самой его смерти. В 1591 году Морденте вернулся в Италию и поступил на службу к Алессандро Фарнезе, герцогу Пармскому, где и опубликовал свой последний математический трактат.

## Публикации
Морденте опубликовал серию трактатов по математике и использованию изобретенного им циркуля. Его работы включают:
- Modo di trovare con l’astrolabio, o quadrante, o altro instromento, oltre gradi, intieri, i minuti, et secondi, et ognaltra particella, Venezia 1567
- Il compasso del s. Fabritio Mordente con altri istromenti mathematici ritrovati da Gasparo suo fratello, Anversa, Ch. Plantino, 1584
- Il compasso e figura di Fabritio Mordente..., Parigi, J. Le Clerc, 1585 Milano, Biblioteca Ambrosiana, D 235 inf., Problema mirabile di Fabritio Mordente (1586 circa), ms., cc. 107, 239; Q. 122. sup., c. 106r
- La quadratura del cerchio, la scienza de’ residui, il compasso et riga di Fabritio, et di Gasparo Mordente fratelli salernitani, Anversa, Ph. Galle, 1591 (Roma, Biblioteca nazionale, copia manoscritta, Gesuitico, 615)
- Le propositioni di Fabritio Mordente salernitano…, Roma, A. Giamin, 1598[3]